# Bảo tàng Lịch sử ở Legionowo
Bảo tàng Lịch sử ở Legionowo (tiếng Ba Lan: Muzeum Historyczne w Legionowie) là một bảo tàng tọa lạc tại số 23 Phố Mickiewicza, Legionowo, Ba Lan.

## Lịch sử

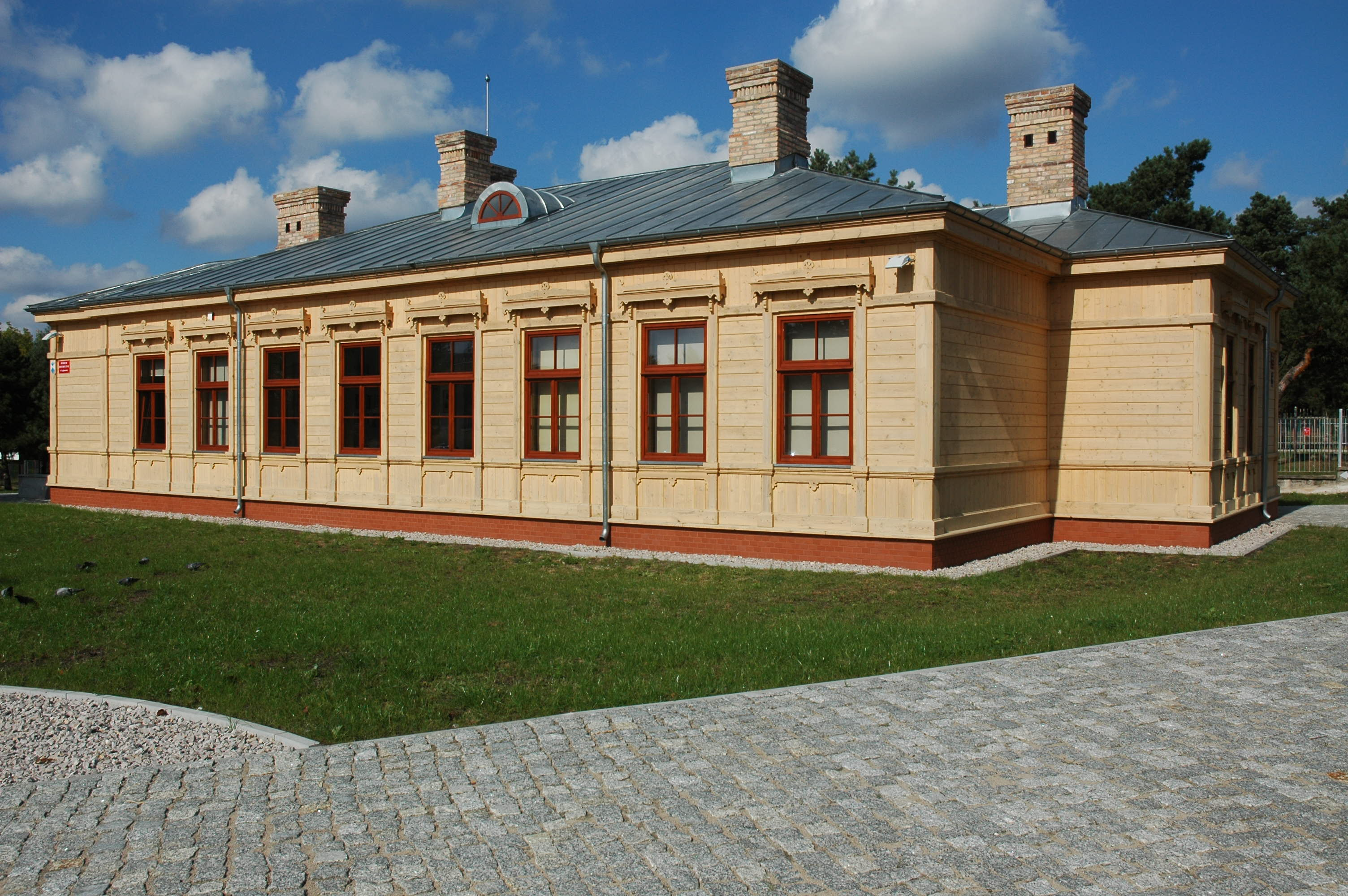
Chi nhánh Piaski

Bảo tàng Lịch sử ở Legionowo được thành lập theo nghị quyết của Hội đồng Thị trấn Legionowo vào ngày 28 tháng 6 năm 2006. Bộ sưu tập của Bảo tàng được hình thành trên cơ sở Bộ sưu tập Lịch sử Thị trấn Legionowo (tồn tại từ ngày 10 tháng 11 năm 2001 và được trưng bày trong Tòa thị chính ở địa phương).
Ngay từ đầu, trụ sở của Bảo tàng là tòa Biệt thự, được xây dựng vào thập niên 1930. Biệt thự là nơi trưng bày một cuộc triển lãm về lịch sử của thị trấn cho đến tháng 9 năm 2012. Nhằm phục vụ chức năng là trụ sở của Bảo tàng, một gian triển lãm hiện đại được dựng lên trong Biệt thự vào năm 2008 để trưng bày các bộ sưu tập khảo cổ từ các cuộc khai quật được tiến hành từ năm 2008 tại Trung tâm Huấn luyện Cảnh sát. Ngoài ra, một cuộc triển lãm về lịch sử của Legionowo trong giai đoạn 1877-1990 cũng được khai mạc. Ngoài ra, một số bộ sưu tập của Bảo tàng được trưng bày ở Chi nhánh Piaski, tọa lạc tại số 23 Đại lộ Sybiraków.

## Giờ mở cửa
Bảo tàng Lịch sử ở Legionowo hoạt động quanh năm, mở cửa vào các ngày làm việc và vào Chủ nhật thứ hai và thứ tư trong tháng (ở Biệt thự) và Chủ nhật đầu tiên và thứ ba trong tháng (ở Chi nhánh Piaski).